# مرض السكري المرتبط بالتليف الكيسي
مَرَضُ السُّكَّرِيِّ الْمُرْتَبِطِ بِالتَّلَيُّفِ الْكِيسِيِّ هُوَ مَرَضُ السُّكَّرِيِّ النَّاتِجِ بِشَكْلِ خاص عَنْ مَرَضِ التَّلَيُّفِ الْكِيسِيِّ، وَهُوَ حَالَةُ وِرَاثِيَّةُ. يَتَطَوَّرُ مَرَضُ السُّكَّرِيِّ الْمُرْتَبِطِ بِالتَّلَيُّفِ الْكِيسِيّ مَعَ تَقَدُّمِ الْعُمَر، وَيَبْلُغُ مُتَوَسِّطُ الْعُمَرِ عِنْدَ التَّشْخِيصِ 21 عَامًا.

## العلامات والأعراض
يُشَارِكُ مَرَضُ السُّكَّرِيِّ الْمُرْتَبِطِ بِالتَّلَيُّفِ الْكِيسِيِّ مَيْزَاتٍ كُلَّ مَنْ مَرَضِ السُّكَّرِيِّ مِنَ النَّوْعِ الأول وَالنَّوْعَ الثاني. عَادَةٌ مَا يَكُونُ مَرْضَى السُّكَّرِيِّ الْمُرْتَبِطِ بِالتَّلَيُّفِ الْكِيسِيِّ مِنْ فِئَةِ الشَّبَابِ وَلَا يُعَانُونَ مِنَ السمنة، وَيَفْتَقِرُونَ إِلَى مَيْزَاتِ الْمُتَلَازِمَةِ الْأَيْضِيَّةَ. مِنْ نَاحِيَةِ أُخْرَى، السَّبَبَ هُوَ لَيْسَ دَاءُ الْمَنَاعَةِ الذَّاتِيَّةِ، هُنَاكَ مُقَاوَمَةِ الْأَنْسُولِينِ مَوْجُودَةً، و كيتوزية نَادِرَةً.

## الفيزيولوجيا المرضية
يَحْصُلُ تَدَهْوُرٌ فِي وَظِيفَةِ الْبَنْكِرْيَاسِ كَغُدَّةِ صَمَّاءِ ثَانَوِيًّا لِاِلْتِهَابِ الْبَنْكِرْيَاسِ الْمُزْمِنِ والتندب اللَّاحِقَ الْمُرْتَبِطَ بِالتَّلَيُّفِ الْكِيسِيِّ.

## وبائيات المرض
يَحْدُثُ مَرَضُ السُّكَّرِيِّ الْمُرْتَبِطِ بِالتَّلَيُّفِ الْكِيسِيِّ فِي حَوَالِيُّ 20% مِنَ الْمُرَاهِقِينَ و40-50% مِنَ الْبَالِغِينَ الْمُصَابِينَ بِالتَّلَيُّفِ الْكِيسِيِّ. عَلَى الرَّغْمِ مِنْ نَدْرَتِهِ عِنْدَ الْأَطْفَالِ، لَكِنَّ تَمَّ وَصْفِهِ بِأَنَّهُ مَنِ الْمُمْكِنِ حُدوثَهُ عِنْدَ مَرْضَى التَّلَيُّفِ الْكِيسِيِّ مِنْ جَمِيعِ الْفِئَاتِ الْعُمَرِيَّةِ، بِمَا فِي ذَلِكَ الْأَطْفَالِ الرُّضَّعِ. بِدَايَةٌ مِنْ سنوَاتِ الْمُرَاهِقَةِ، يَبْلُغُ مُعَدَّلُ الْإصَابَةِ بمَرَضُ السُّكَّرِيِّ الْمُرْتَبِطِ بِالتَّلَيُّفِ الْكِيسِيِّ حَوَالِي 3%، وَقَدْ يَكُونُ أَكْثَرُ شُيُوعًا عِنْدَ الْإِنَاثِ. وهُوَ مُرْتَبِطٌ بِأَنْوَاعِ طَفْرَاتٍ جِينِيَّةٍ التَّلَيُّفَ الْكِيسِيَّ الْأَكْثَرَ شِدَّةً.
نَظَرًا لِلزِّيَادَةِ الْمُنْتَظِمَةِ فِي بَقَاءِ مَرْضَى التَّلَيُّفِ الْكِيسِيِّ عَلَى قَيْدِ الْحَيَاةِ فِي الْعُقُودِ الْمَاضِيَةِ، أَصْبَحَ مَرَضُ السُّكَّرِيِّ الْمُرْتَبِطِ بِالتَّلَيُّفِ الْكِيسِيِّ مِنَ الْمُضَاعَفَاتِ الشَّائِعَةِ بِشَكْلِ مُتَزَايِدِ وَالْأَكْثَرِ شُيُوعًا حَالِيًّا لِمَرَضِ التَّلَيُّفِ الْكِيسِيِّ.